# Rothia nigrifimbriata
Rothia nigrifimbriata là một loài bướm đêm trong họ Noctuidae.